# Catalejo

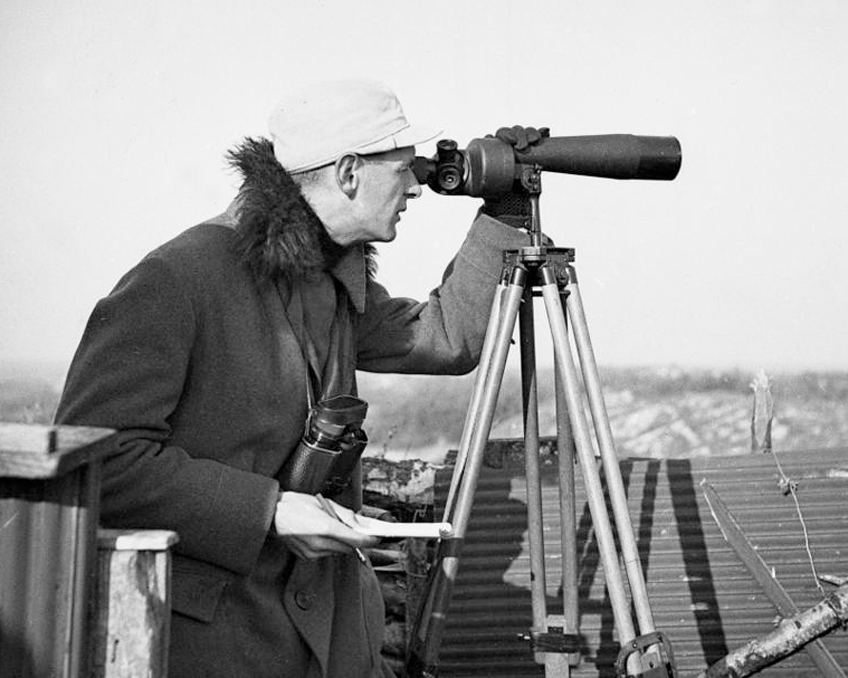
Un ornitólogo utilizando un catalejo.

Un catalejo es un instrumento óptico monocular empleado para ver de cerca objetos lejanos. Comprende un objetivo óptico y otro ocular, generalmente colocados en un tubo corredizo. Se diferencia de un telescopio terrestre en que este último tiene mayor alcance.
Apareció entre el siglo XVI y el XVII, su invención es atribuida a Juan Roget. Inicialmente fue utilizado principalmente por marinos y naturalistas; aunque, también sirve para la observación ornitológica y, hasta cierto punto, para la observación astronómica.

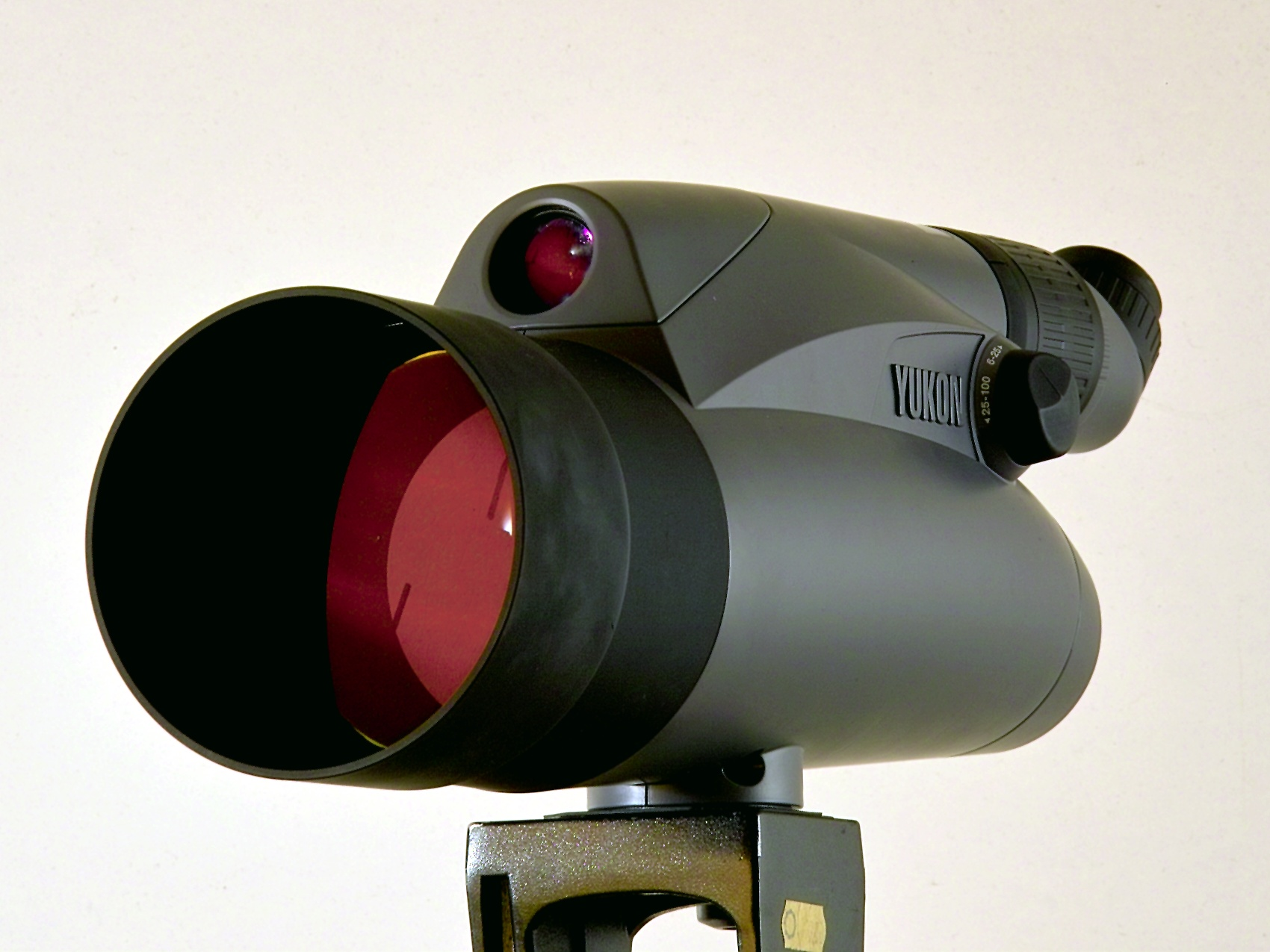
Un telescopio de 100 mm con un buscador paraxial de 30 mm

## Características
Un catalejo se caracteriza por:
- Su grado de aumento (o de acercamiento), designado por un multiplicador (20x, 30x, etc.). Este se denota en la literatura física como "M", y es en realidad la magnificación angular del catalejo, y es el inverso del cociente de la distancia focal de la lente objetivo entre la distancia focal de la lente ocular.

- Su diámetro. Una lente de gran diámetro captará más luz y proporcionará, por tanto, una imagen más luminosa. Por lo general, los modelos de gran diámetro son más pesados y más voluminosos.

### Peculiaridades
- En algunas ocasiones se pueden realizar catalejos cuadrados. Esto solo es posible gracias al efecto de lentes focalizadoras de gran aumento.
- A ciertos modelos se les puede agregar un adaptador especial para cámaras fotográficas.

También hay catalejos destinados para uso público, instalados en sitios turísticos (por lo regular, de pago), que permiten observar paisajes y monumentos.